# Jean-Claude Mertrud
Jean-Claude Mertrud (Langres, 1728 — 1802) foi um anatomista e cirurgião francês.
Foi um grande colaborador de Buffon (1707-1788) por meio de trabalhos anatômicos realizados no Jardim do Rei, atualmente o Museu Nacional de História Natural em Paris. Em 1767 assumiu o posto de demonstrador de anatomia e cirurgia naquela instituição, o qual mais tarde foi transformado na cadeira de Anatomia dos Animais.
Quando de sua morte em 1802 , foi substituído por Georges Cuvier, que em 1805 dedicou seu livro Lições de Anatomia Comparada à Metrud.